# NX
NX – technologia umożliwiająca zdalną pracę na graficznym pulpicie.
Jej autorem jest Gian Filippo Pinzari, który oparł NX o istniejący protokół X11, przykładając jednak znacznie większą wagę do kompresji danych przepływających między maszynami i uwzględniając charakterystykę współczesnych programów. W efekcie NX jest bardzo wydajny i działa skutecznie nawet przez łącza modemowe (czyli o przepustowości do 56,6 kb/s). Działając w roli pośrednika oprogramowanie NX tuneluje zdalne sesje RDP (Windows Terminal Server) oraz VNC (wszystkie systemy operacyjne) i pozwala im uzyskiwać równie dużą wydajność.
NX jest rozwijane przez firmę Pinzariego, NoMachine. Firma licencjonuje najważniejsze elementy implementacji na GNU GPL i zajmuje się tylko sprzedażą komercyjnych wdrożeń, a jednocześnie wspiera rozwój otwartej implementacji – FreeNX.

## Opis działania
Podczas logowania klient NX łączy się z serwerem SSH, korzystając z konta użytkownika systemowego 'nx'. Po autoryzacji za pomocą pary kluczy (prywatnego i publicznego) może nastąpić zalogowanie właściwego użytkownika, któremu zostanie udostępniona sesja X11 (w tym przypadku autoryzacja jest dokonywana przez demona SSH i/lub serwer NX, zależnie od konfiguracji tego serwera).